# Racibory (stacja kolejowa)
Racibory – stacja kolejowa w województwie podlaskim, w Polsce znajdująca się na obszarze dwóch wsi: Nowych Raciborów w gminie Sokoły w powiecie wysokomazowieckim oraz Porośli-Wojsławów w gminie Poświętne w powiecie białostockim. Według klasyfikacji PKP ma kategorię dworca lokalnego. Znajdują się tu 2 niskie perony:
- boczny peron 1 o długości 337 metrów obsługujący pociągi w kierunku Białegostoku,
- wyspowy peron 2 o długości 311 metrów obsługujący pociągi w kierunku Szepietowa[3].

Perony wyposażone są w oświetlenie, ławki, kosze na śmieci i gabloty z rozkładem jazdy pociągów. Dostęp do peronów jest możliwy przez jedyne przejście naziemne przy wschodnim krańcu peronu 2. Przy peronie 1 znajdował się budynek, który pełni rolę poczekalni, a w przeszłości także kasy biletowej. Budynek ten pełni także funkcję mieszkaniową.
Stacja jest obsługiwana przez pociągi osobowe spółki Polregio relacji Białystok – Szepietowo – Białystok. Tabor wykorzystywany w tych połączeniach to zmodernizowane elektryczne zespoły trakcyjne serii EN57AL. Według rozkładu jazdy 2019/20 w dzień roboczy uruchamianych było 11 par takich połączeń.

## Ruch pasażerski[5]
| Rok  | Wymiana pasażerska na dobę |
| ---- | -------------------------- |
| 2017 | 50-99                      |
| 2018 | 50-99                      |
| 2019 | 50-99                      |
| 2020 | 50-99                      |
| 2021 | 20-49                      |
| 2022 | 50-99                      |
| 2023 | 50-99                      |

## Modernizacja
26 czerwca 2020 roku PKP Polskie Linie Kolejowe podpisały umowę na modernizację odcinka linii kolejowej nr 6 Czyżew – Białystok prowadzoną w ramach projektu Rail Baltica. Prace mają potrwać do 2023 roku. W związku z ograniczoną przepustowością linii kolejowej spowodowanej modernizacją od 30 sierpnia 2020 r. niektóre pociągi osobowe Polregio zostały zastąpione autobusową komunikacją zastępczą, której pojazdy zatrzymują się na tymczasowym przystanku w Nowych Raciborach na drodze powiatowej 2063B, w pobliżu przejazdu kolejowo-drogowego, oddalonym od peronów o 650 metrów.
17 października 2022 oddano do użytku nowy budynek dworcowy – obiekt jest wariantem tzw. „dworca systemowego”, składa się z wiaty, w której umieszczono poczekalnię wyposażoną m.in. w promienniki ciepła, stojaki rowerowe i elektroniczne tablice informacyjne, oraz z ośmiometrowej wieży zegarowej. Na dachu umieszcono panele fotowoltaiczne. Całość objęta jest monitoringiem i systemem nadzorującym optymalne zużycie energii i wody. Uporządkowano także teren wokół dworca. Koszt inwestycji – 3,7 mln PLN.

## Galeria

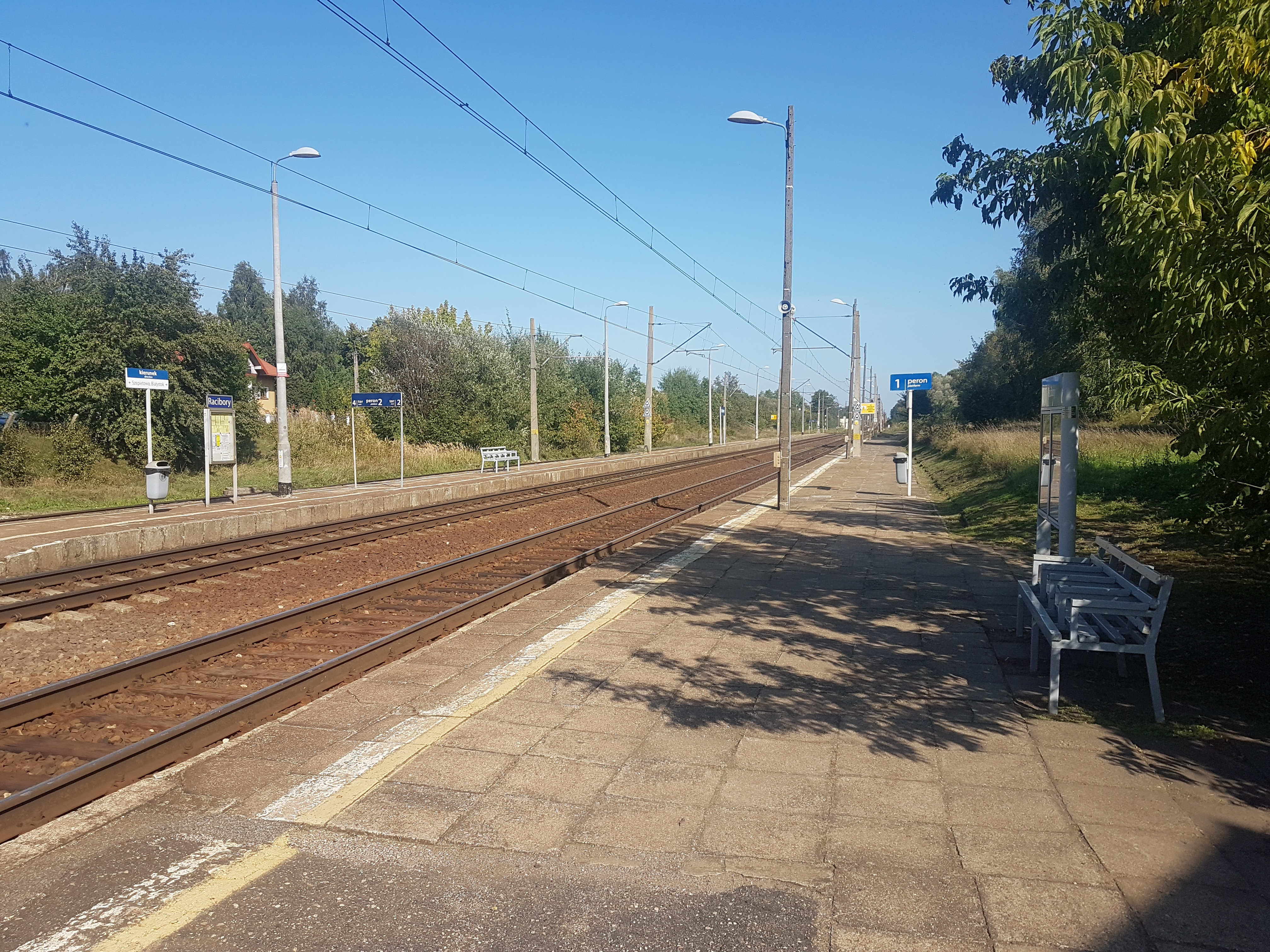
Wyposażenie peronów (2020)
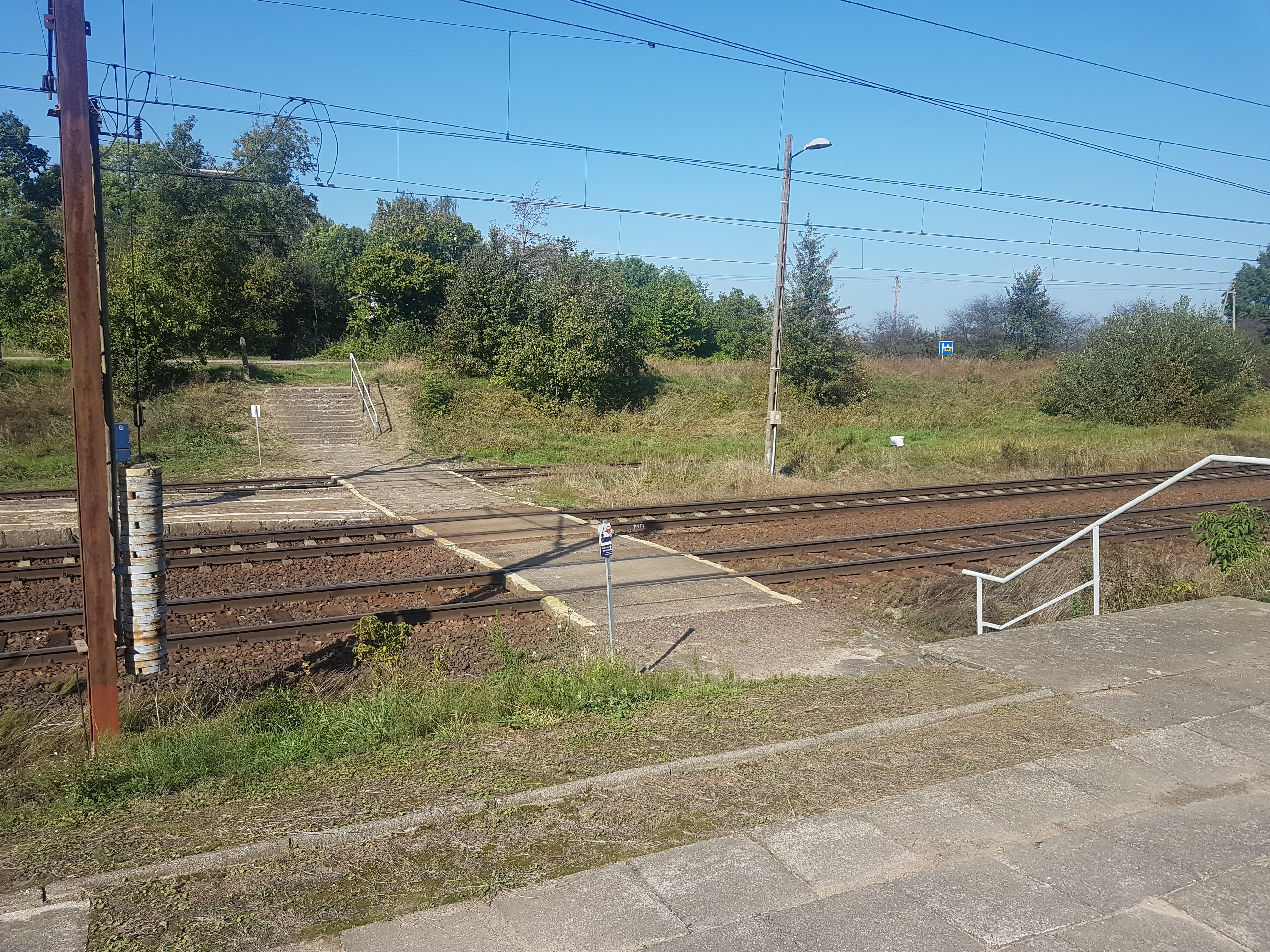
Przejście naziemne między peronami (2020)
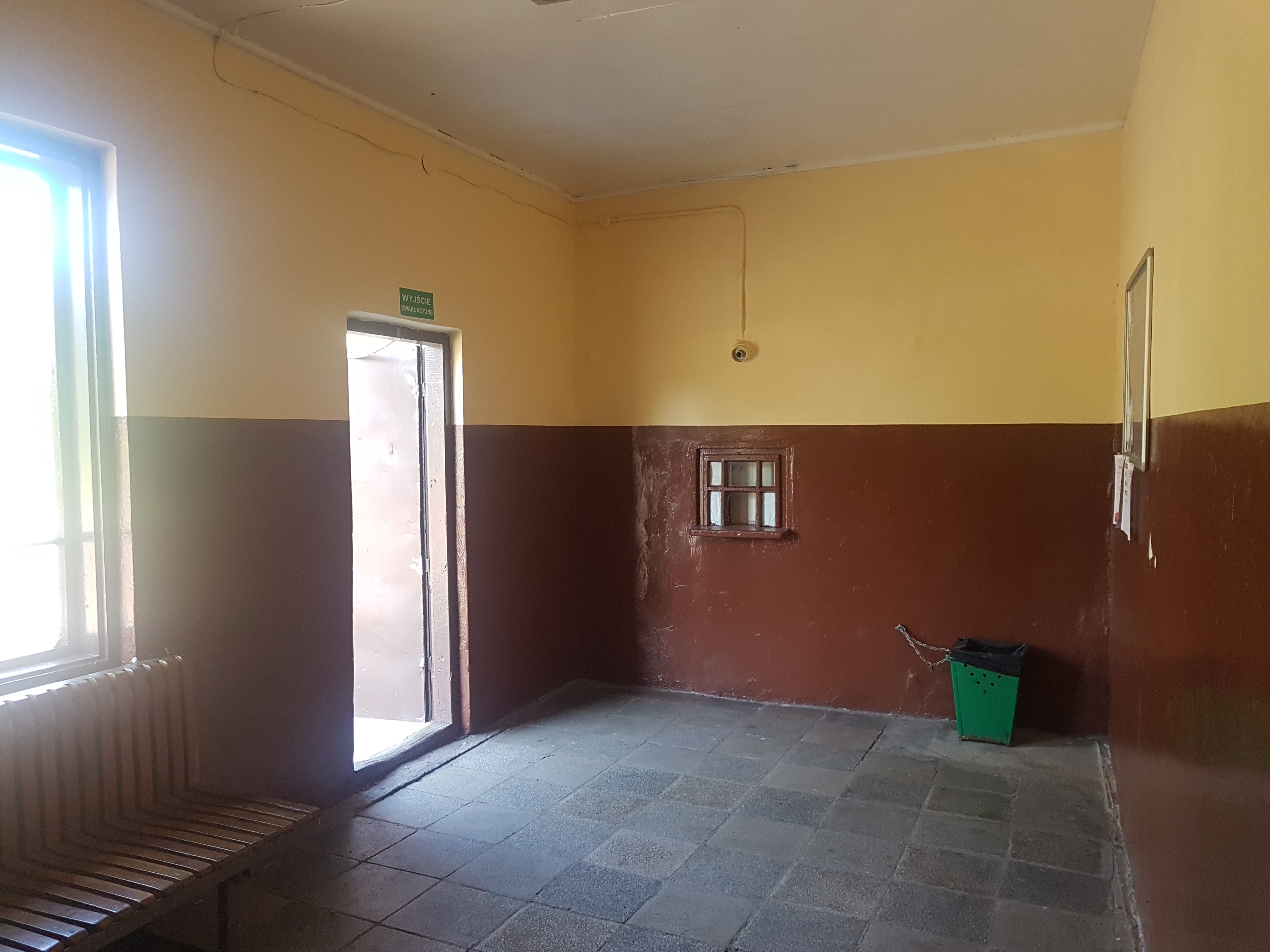
Poczekalnia i okienko dawnej kasy biletowej (2020)
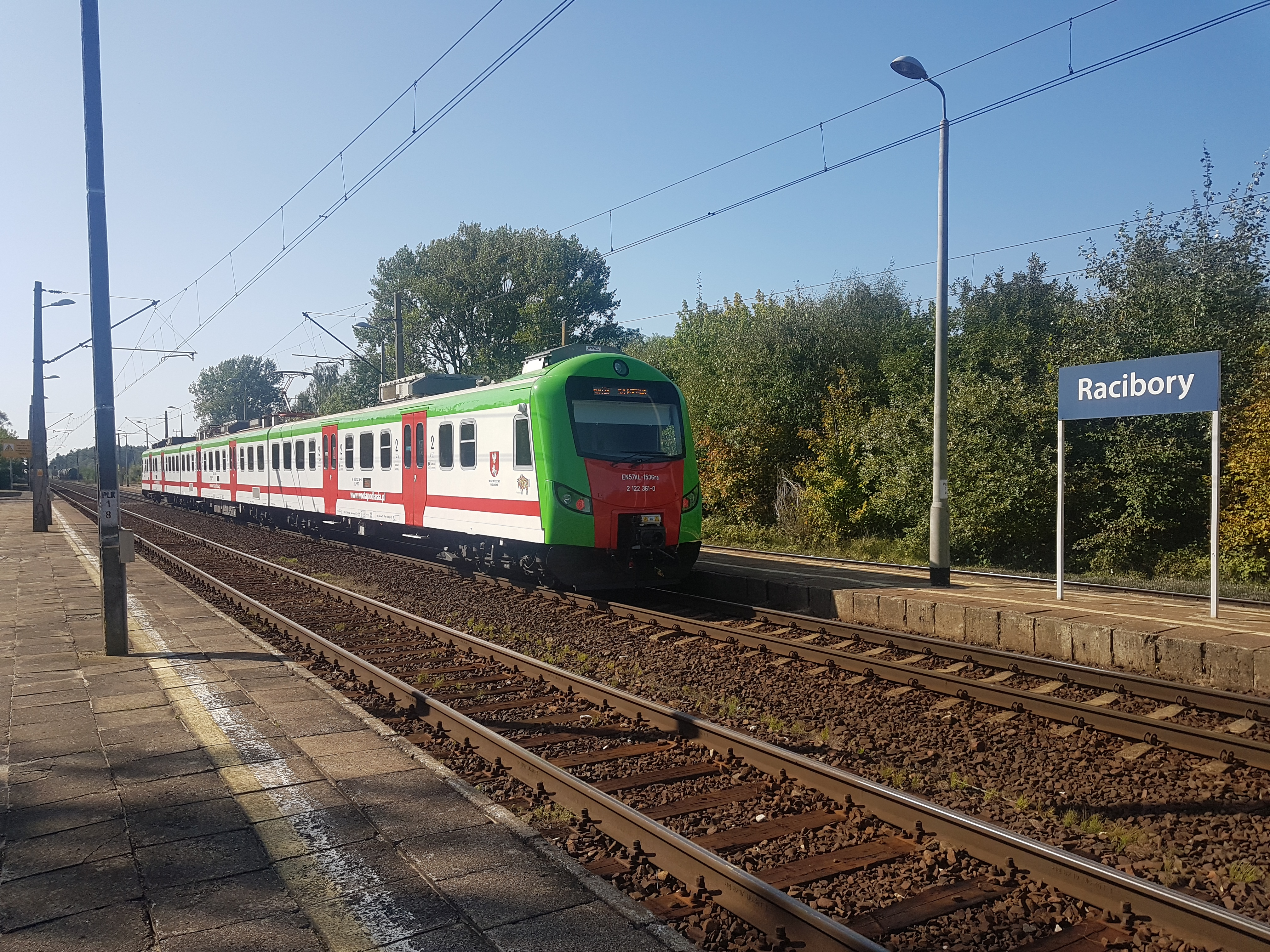
Pociąg osobowy Polregio relacji Białystok – Szepietowo (2020)
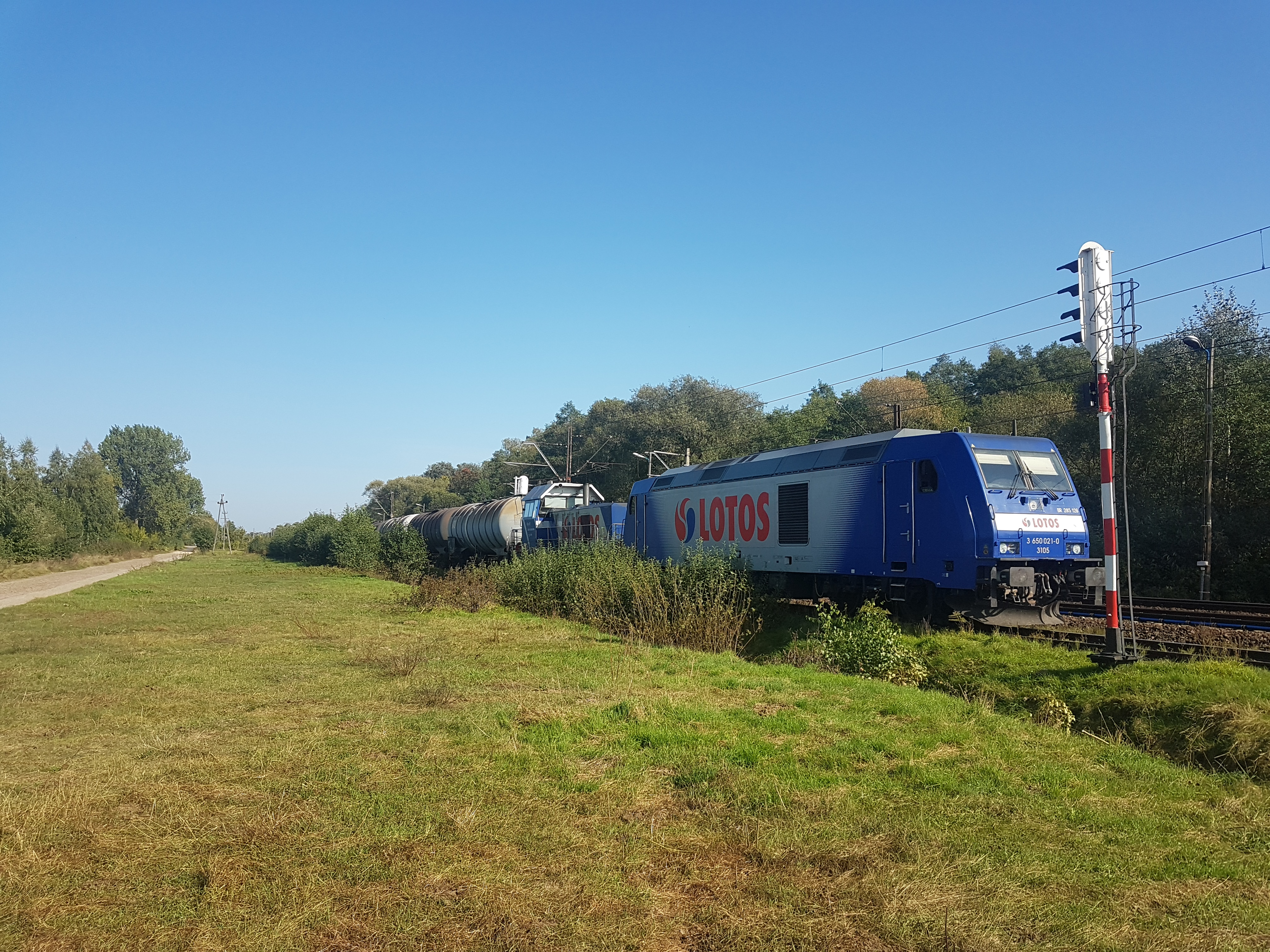
Pociąg towarowy stojący na dodatkowym torze 4 (2020)